# Louisa Wall

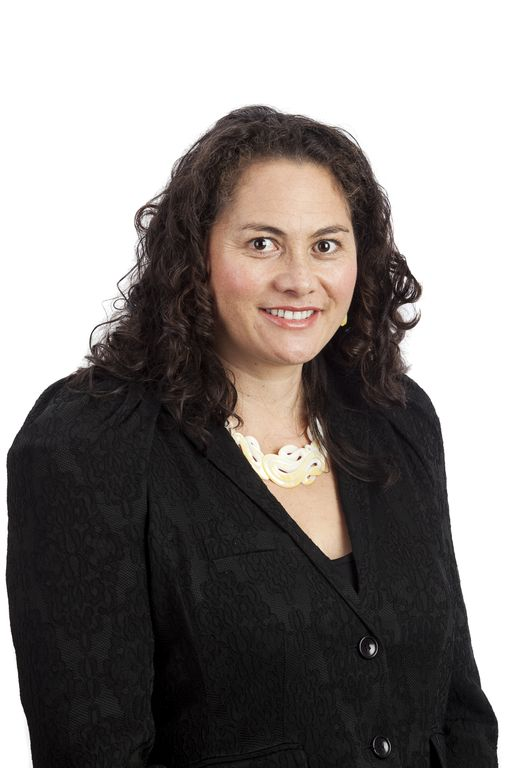
Louisa Wall (2011)

Louisa Wall (* 17. Februar 1972 in Taupō) ist eine neuseeländische Rugby-Union-Spielerin und Politikerin der New Zealand Labour Party.

## Leben
Wall besuchte das Taupo-nui-a-Tia College.  Sie studierte am Waikato Institute of Technology, an der University of Waikato und an der Massey University. Seit 2011 ist Wall als Nachfolgerin von George Hawkins Abgeordnete im Repräsentantenhaus.
Beim 1998 Women's Rugby World Cup gewann sie mit der Neuseeländischen Rugby-Nationalmannschaft der Frauen Gold.
Wall lebt offen lesbisch.